# Григорьев, Владимир Сергеевич
Владимир Сергеевич Григорьев (14 октября 1910, город Луганск Екатеринославской губернии, теперь Луганской области — 28 марта 1986, Киев) — советский деятель, специалист в области строительства, министр промышленности строительных материалов УССР. Депутат Верховного Совета УССР 4-го созыва. Кандидат в члены ЦК КПУ в 1952—1956 г. Кандидат технических наук (1951), доктор технических наук (1966), профессор (1967), член-корреспондент Академии архитектуры УССР (1950).

## Биография
Родился 1 (14) октября 1910 года в семье служащего-железнодорожника.
Трудовую деятельность начал в 1922 году рассыльным Донецкого губернского земельного управления в городе Бахмуте. В 1924 году вместе с семьей переезжает в город Луганск, где в 1927 году закончил железнодорожную семилетнюю школу.
В 1927—1930 г. — студент Луганского техникума путей сообщения, получил специальность техника-строителя.
В 1930—1931 г. — техник 4-го строительного района Екатеринославской железной дороги, техник на строительстве Луганского паровозостроительного завода.
С 1931 года учился на вечернем отделении Харьковского инженерно-строительного института. Одновременно работал техником 6-го Государственного строительного треста (впоследствии реорганизованного в трест № 19) Наркомата тяжелой промышленности СССР в Харькове.
В 1936 году окончил Харьковский инженерно-строительный институт.
В 1936—1939 г. — техник, инженер машиностроительного треста № 19 в Харькове. В 1939—1941 г. — старший инженер скоростного строительства Центральной научно-исследовательской лаборатории строительного треста № 19 в Харькове.
Член ВКП(б) с 1940 года.
В 1941—1944 г. — главный инженер союзной Центральной научно-исследовательской лаборатории «Южстрой ЦНИЛ» Наркомата строительства СССР в Харькове (с 1941 — в Магнитогорске, РСФСР).
В 1944—1948 г. — заместитель директора по научной работе Южного научно-исследовательского института промышленности строительства. В 1948—1952 г. — директор Южного научно-исследовательского института промышленности строительства в Харькове.
6 мая 1952—1956 г. — министр промышленности строительных материалов Украинской ССР.
В 1956—1973 г. — директор Научно-исследовательского института строительных материалов и изделий в Киеве.
В 1973—1986 г. — профессор Киевского института строительства и архитектуры.
Похоронен в Киеве.

## Научная деятельность
Основные труды по технологии производства строительных материалов, главным образом из металлургических шлаков. Разработал теоретические основы подготовки шлаковой сырья, охлаждения огнередкого расплава, регулирование пористой структуры полуфабриката; принципиально новый технологический процесс переработки огнередких шлаков на высококачественные пористые заполнители легких бетонов — гидроэкранный способ; определил средства повышения качества вяжущего на основе доменных шлаков.

## Награды
- два ордена Трудового Красного Знамени
- орден Красной Звезды (1943)
- медали
- лауреат Сталинской премии (1946)